# بوسه (مونک)
بوسه یک نقاشی رنگ روغن روی بوم اثر ادوارد مونک نقاش نمادگرای نروژی است که به سال ۱۸۹۷ میلادی ترسیم شده‌است. این نقاشی، که بخشی از «کتیبهٔ زندگی» اوست، یک زن و مرد را در حال بوسه نمایش می‌دهد. بوسه حاصل مجموعه آزمون و خطاهایی است که توسط نقاش در سال‌های ۱۸۸۸ تا ۱۸۸۹ میلادی کشیده شدند و نقش‌مایه آن در ذهن هنرمند شکل گرفت: زوجی در حال بوسیدن یکدیگر که چهره‌هایشان به عنوان نمادی از وحدت و یکی شدن، درهم آمیخته شده. تصویر مذکور در اوایل ۱۹۰۳ به نمایش گذاشته شد و هم‌اکنون در موزه مونک در اسلو نگهداری می‌شود.

## توصیف
بوسه یک نقاشی رنگ روغن بر روی بوم است که در اندازهٔ ۸۱ در ۹۹ سانتیمتر کشیده شده. تصویر زوجی را نشان می‌دهد که با تاریکی احاطه شده‌اند و اندک سویی از لای پنجره به درون می‌تابد ولی دیگر قسمت‌های پنجره توسط پرده‌ای پوشانده شده. هم‌آغوشی و ادغام صورت‌های آن‌ها به گونه‌ای است که نشانگر حالتی از یگانگی است. روبرتا اسمیت، منتقد هنری، اعتقاد دارد که «ضربات متوالی سکته‌ای قلم‌مو، تا حد بسیار زیادی مسبب لک‌دار شدن نقاشی گردیده.»
این نقاشی، در عین حال ساده‌تر از اثر مشابه دیگری است که مونک در همین دوره نقاشی کرده‌است. بوسه را مونک در سال ۱۹۰۳ در نمایشگاه بیداری عشق به همراه یک کپی از تابلوی مدونا به نمایش گذاشت. هم‌اکنون تصویر اصلی در مجموعهٔ موزه مونک در شهر اسلو، که آثار مونک را جمع‌آوری می‌کند، نگهداری می‌شود.

## پیش‌زمینه

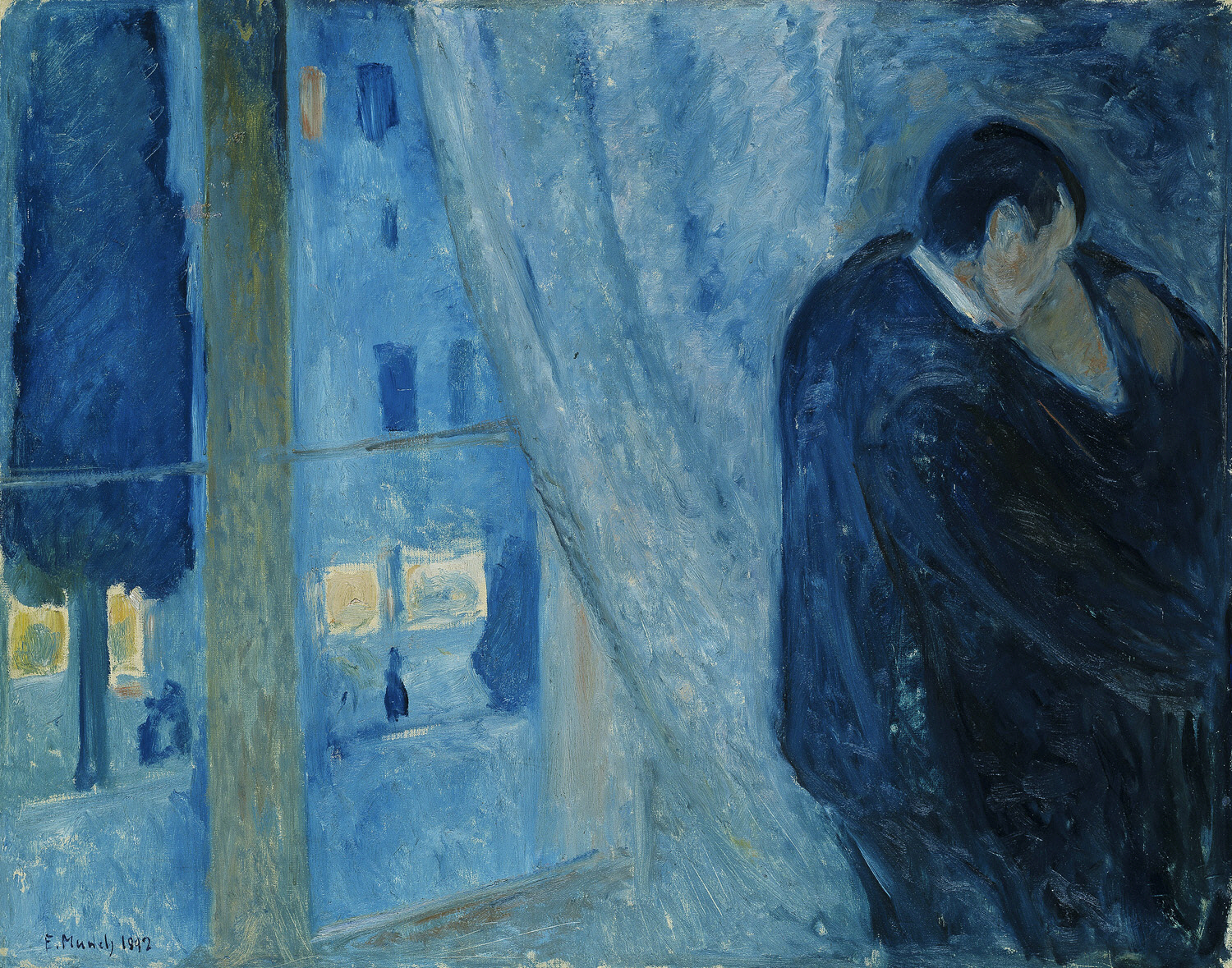
بوسه کنار پنجره (۱۸۹۲)، اثری متقدم نسبت به بن‌مایه «بوسه» است.

ادوارد مونک، هنرمند نمادگرای نروژی، (۱۸۶۳–۱۹۴۴) در دوران گذر از مشکلات روانی، مبارزه با بیماری و مرگ اعضای خانواده قرار داشت. پدرش نیز شخصی شدیداً مذهبی و سخت‌گیر بود. وی در دوران زندگی‌اش به خاطر شکست عشقی و سلامتی ناپایدار، دچار مالیخولیا شد و به مصرف دائم الکل روی آورد. او هرگز ازدواج نکرد. این مسئله در آثارش انعکاس یافته و حالات هیجانی نقاشی‌ها از آن نشئت می‌گیرد. رابرت اسمیت دربارهٔ فیگورها و مدل‌های مونک می‌گوید: «دیوانه نیستند، اما توسط اقیانوسی از احساس‌های غم و اندوه، حسادت، شهوت یا یأسی که بسیاری از مردم را از تمایلات جنسی‌شان منزجر می‌کند و خامی یا آگاهی از بی‌ثباتی روانی، فلج شده‌اند.» اگر چه تکان‌دهنده هستند، اما نقاشی‌هایش با یک صداقت و ایضاً، صداقت عاطفی مشخص می‌شوند که برانگیزانندهٔ هیجان در بیننده هستند.
مونک نقش‌مایه (موتیف) بوسهٔ زوجین را، در دو قالب نقاشی و چوب‌تراشی، اوایل ۱۸۸۸–۱۸۸۹ کشید. در تحقیق‌های متعدد مشخص گردید که در این نقش‌مایه دنیای پشت پنجره در حالت تضاد با فضای داخل است. دنیای بیرون پر جنب‌وجوش و شلوغ به نظر می‌آید در حالی که درون اتاق زوجی منجمدانه یکدیگر را در آغوش گرفته‌اند و زمان بی‌معناست. درک این موضوع چنین است که فُرم آبستره (انتزاعی) زوجین، در حالتی قرار دارد که چهره‌ها در حالت کلی و به عنوان دو بخش مجزا، کاملاً ممزوج شده‌اند و تشکیل پیکر واحدی می‌دهند و این موضوع، بیانگر حس تعلق‌خاطر و همبستگی آن‌هاست. در نسخه‌های بعدی نقش‌مایه تنها چهره‌ها در حال ادغام نیستند، بدن‌ها نیز ادغام می‌شوند.
این نقاشی بخشی از یک مجموعه بود که مونک آن را کتیبهٔ زندگی می‌نامید و شامل آثار ۳۰ سال فعالیت او می‌شد. چرخهٔ مراحل رابطهٔ بین یک زن و مرد را به تصویر می‌کشد و بخشی از آن چیزی است که مونک می‌گفت: «نبردی میان زنان و مردان به نام عشق». این شامل تصاویری از جاذبه، معاشقه، ادراک و یأس است. 

## تحلیل

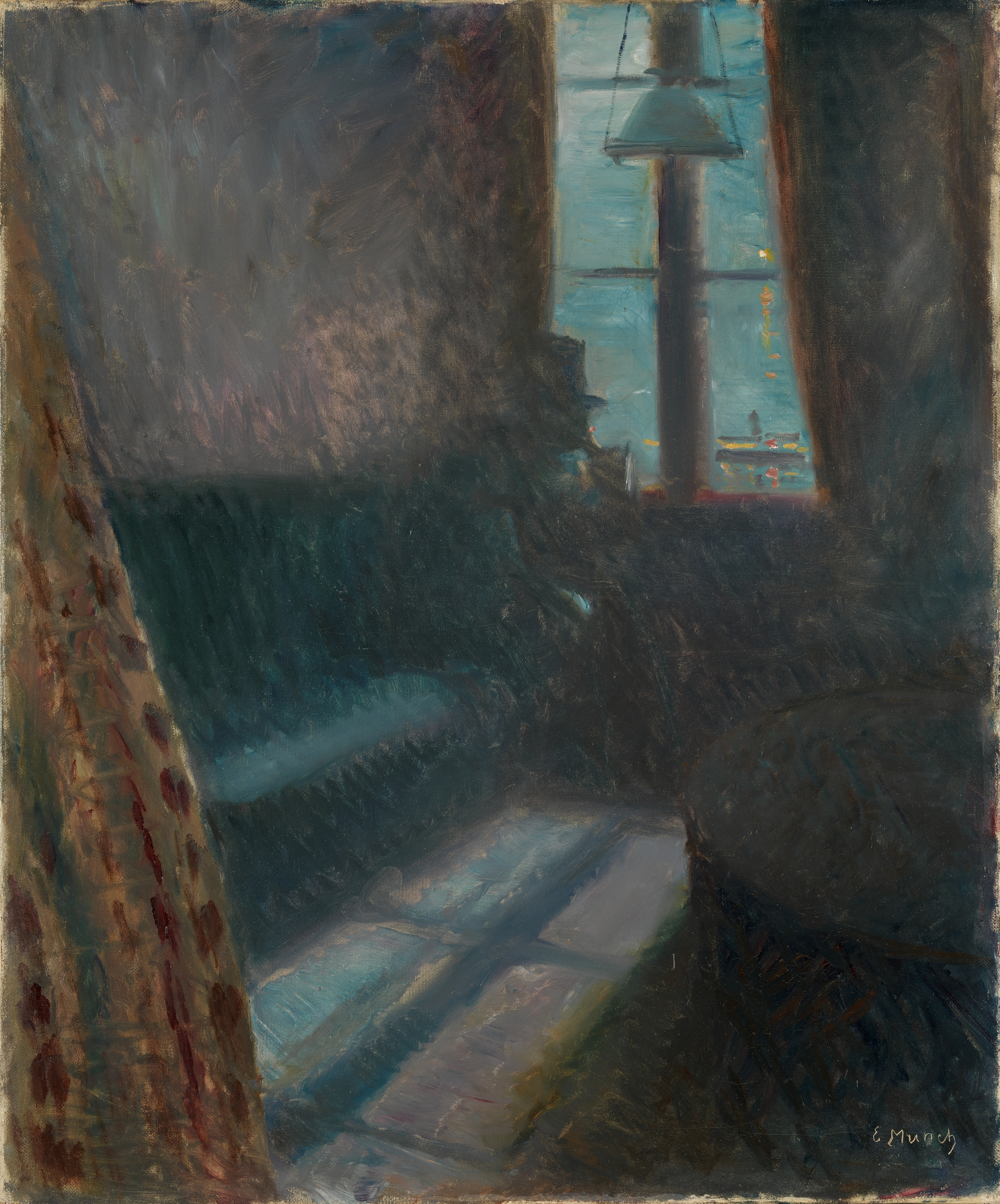
شب در سنت کلؤد (۱۸۹۰)

طبق گفته موزه هنر مدرن، فضای تاریکی در تابلوی بوسه نشان‌دهندهٔ تردید مونک نسبت به مسئله عشق خیالی است. در نقاشی مربوط به سال ۱۸۹۷، رینهولد هلر، مورخ هنری، تفکیک چهره‌های دو شخصیت تصویر را «غیرقابل ممکن» می‌داند، به خصوص در نقطه‌ای که دو صورت تماس یافته و یکی می‌شوند. او فکر می‌کند که ترسیم هم‌زمان عاشقان، اتحاد آن‌ها را می‌رساند و در عین حال «گذشتن از فردیت، از دست دادن شخصیت و هویت» تلویحاً تهدیدآمیز و در اشاره با مرگ است.
استانیسواف پشیبیشفسکی (۱۸۶۸–۱۹۲۷)، نویسنده و منتقد، نظری منفی نسبت به ترکیب چهره‌ها داشت: «همانند نگریستن به یک گوش غول‌پیکر می‌ماند…؛ کر شده از شور و شعف خون.» آگوست استریندبرگ، نویسنده، (۱۸۴۹–۱۹۱۲) در نظری مشابه، می‌نویسد زوج «آمیختگی دو موجود است، که در آن موجود کوچک‌تر، مانند یک ماهی، موجود بزرگ‌تر را می‌بلعد.»
اولریش بیشاف، منتقد هنری، معتقد است با توجه به شباهت اتاق نقاشی بوسه با اتاق شخصی مونک که در تابلوی شب در سنت کلؤد به تصویر کشیده شده، نقاشی مونک حاوی عناصر خودزندگی‌نامه است.
مونک درکشیدن این تابلو از تندیس بوسه، اثر آگوست رودن، پیکره‌تراش و معمار شهیر فرانسوی، الهام گرفته‌است.  بعدها گوستاو کلیمت، نقاش اتریشی، نیز تابلویی با نام مشابه کشید، که متأثر از این دو اثر بود. بوسهٔ کلیمت بسیار عاشقانه‌تر و رومانتیک‌تر از تابلوی مونک بود ولی پرشورتر از آن نبود. 